# Franz Kiechle
Franz Kiechle (* 27. November 1931 in München; † März 1991 in Bochum) war ein deutscher Althistoriker.

## Leben
Franz Kiechle studierte Geschichte, Philologie, Ägyptologie und Byzantinistik an der Universität München und an der Universität Erlangen-Nürnberg, wo er als Schüler von Helmut Berve im Wintersemester 1957/1958 promoviert wurde. In seiner Dissertation beschäftigte er sich mit den Messenischen Kriegen und der Auswanderung der Messenier. Anschließend war Kiechle Stipendiat bei der Kommission für Alte Geschichte in München. 1962 habilitierte er sich in Erlangen mit der Arbeit Lakonien und Sparta (erschienen München 1963).
1964 wurde Kiechle als ordentlicher Professor für Alte Geschichte an die neu gegründete Ruhr-Universität Bochum berufen. Dort wirkte er bis zu seinem Tod als Leiter des Instituts für Alte Geschichte.
Franz Kiechles Forschungsschwerpunkt war die antike Sozial- und Militärgeschichte. Neben der Geschichte Spartas und der Peloponnes beschäftigte er sich intensiv mit der römischen Geschichte. Seine Monografien Roms Aufstieg zur Weltmacht und Sklavenarbeit und technischer Fortschritt im römischen Reich gelten als Standardwerke.

## Schriften (Auswahl)
- Lakonien und Sparta, München 1963.
- Römische Geschichte. Bd. 1: Roms Aufstieg zur Weltmacht, Stuttgart 1967 (mehr Bände nicht erschienen).
- Sklavenarbeit und technischer Fortschritt im römischen Reich, Wiesbaden 1969.